# Благоевич, Елена
Елена Благоевич (серб. Јелена Благојевић; 1 декабря 1988, Олово, СР Босния и Герцеговина, Югославия) — сербская волейболистка, нападающая-доигровщица. Двукратная чемпионка Европы.

## Биография
Елена Благоевич родилась в городе Олово СР Босния и Герцеговина СФРЮ. Заниматься волейболом начала в клубе «Младост» города Брчко. В 2001 году с семьёй переехала в Сербию, где была принята в юниорскую команду «Младост-Земун» (Белград), а после её вхождения в 2004 году в структуру другого столичного клуба клуба «Визура» играла уже за эту команду. С 2007 на протяжении четырёх сезонов выступала за «Црвену Звезду», в составе которой дважды становилась чемпионкой Сербии, дважды выигрывала Кубок страны и ещё дважды становилась призёром Кубка Европейской конфедерации волейбола.
В 2011—2015 играла за итальянские команды «Робур-Тибони» (Урбино) и «Фоппапедретти» (Бергамо), затем на протяжении сезона в турецком «Идман Оджагы» из Трабзона, а с 2016 выступала за польские команды «Хемик» (Полице), «Девелопрес» (Жешув), «Грот-Будовляни» (Лодзь). В составе «Хемика» — чемпионка и обладатель Кубка Польши 2017 года. С 2025 — тренер «Девелопреса».
В 2012 Елена Благоевич дебютировала в национальной сборной Сербии, приняв в её составе участие в розыгрышах Гран-при и Евролиги и Олимпийских играх в Лондоне. Вторично в сборную была призвана в 2017 году, выиграв со своей командой чемпионат Европы и став бронзовым призёром Гран-при. В 2019 стала двукратной чемпионкой Европы. В 2022—2024 входила в тренерский штаб сборной Сербии.

### Клубная карьера
- 2004—2007 —  «Визура» (Белград);
- 2007—2011 —  «Црвена Звезда» (Белград);
- 2011—2012 —  «Робур-Тибони» (Урбино);
- 2012—2015 —  «Фоппапедретти» (Бергамо);
- 2015—2016 —  «Идман Оджагы» (Трабзон);
- 2016—2017 —  «Хемик» (Полице);
- 2017—2023 —  «Девелопрес» (Жешув);
- 2023—2024 —  «Шэньчжэнь Чжунсай» (Шэньчжэнь);
- 2024—2025 —  «Грот-Будовляни» (Лодзь).

## Достижения

### Сосборной Сербии
- бронзовый призёр Олимпийских игр 2020.
- бронзовый призёр Гран-при 2017.
- двукратная чемпионка Европы — 2017, 2019;
  - серебряный призёр чемпионата Европы 2021.
- бронзовый призёр Евролиги 2012.

### С клубами
- двукратная чемпионка Сербии — 2010, 2011;
  - двукратный серебряный призёр чемпионатов Сербии — 2008, 2009.
- двукратный победитель розыгрышей Кубка Сербии — 2010, 2011;
  - серебряный призёр Кубка Сербии 2009.
- серебряный призёр розыгрыша Кубка Италии 2014.
- чемпионка Польши 2017;
  - 4-кратный серебряный (2020—2023) и бронзовый (2019) призёр чемпионатов Польши.
- двукратный победитель розыгрышей Кубка Польши — 2017, 2022;
  - двукратный серебряный призёр Кубка Польши — 2019, 2020.
- двукратный обладатель Суперкубка Польши — 2021, 2022.

- серебряный (2010) и бронзовый (2008) призёр розыгрышей Кубка Европейской конфедерации волейбола.
- серебряный призёр розыгрыша Кубка вызова ЕКВ 2016.

### Индивидуальные
- 2016: MVP Кубка вызова ЕКВ.